# Tony Gunawan
Tony Gunawan, född 9 april 1975, är en indonesisk och amerikansk idrottare som tog guld i badminton tillsammans med Candra Wijaya vid olympiska sommarspelen 2000 i Sydney. Under de olympiska badmintontävlingarna vid sommarspelen 2012 tävlade han för USA.